# Сельва-ди-Проньо
Сельва-ди-Проньо (итал. Selva di Progno) — коммуна в Италии, располагается в провинции Верона области Венеция.
Население составляет 979 человек (2008 год), плотность населения составляет 27 чел./км². Занимает площадь 41 км². Почтовый индекс — 37030. Телефонный код — 045.
В коммуне 15 августа особо празднуется Успение Пресвятой Богородицы.

## Демография
Динамика населения:

## Известные уроженцы, жители
В Сельва-ди-Проньо в 1913 году умер Витторио Аванци, итальянский живописец.

## Администрация коммуны
- Официальный сайт: http://www.baldolessinia.it/selva/ Архивная копия от 23 сентября 2015 на Wayback Machine